# Saggio sul dono
Saggio sul dono. Forma e motivo dello scambio nelle società arcaiche (titolo originale: Essai sur le don. Forme et raison de l'échange dans les sociétés archaïques), è un saggio dell'antropologo Marcel Mauss, considerato un classico dell'economia del dono.
Uscito per la prima volta in Francia nel 1923-1924, su L'Année sociologique, il saggio è pubblicato in Italia da Einaudi editore (ISBN 88-06-16226-8 e ISBN 978-88-06-16226-9), nella traduzione di Franco Zannino, con introduzione di Marco Aime. Più tardi (2011) è uscito anche come allegato al "Corriere della Sera", con prefazione di Giancarlo Provasi.

## Cultura del dono
(Marcel Mauss)
Molto conosciuta e importante per la storia dell'antropologia, la teoria del dono, come espressa da Marcel Mauss nel suo saggio, nasce dalla comparazione di varie ricerche etnografiche, tra le quali lo studio del rituale potlach di Franz Boas e del kula di Bronisław Malinowski.
Lo scambio dei beni, anche di valore intrinseco fondamentale, è uno dei modi più comuni e universali per creare relazioni umane (o per creare ponti con il divino, a volte, secondo alcune teorie sul significato del sacrificio).
Il dono, addirittura, diventa, secondo Mauss, un fatto sociale totale, vale a dire un aspetto specifico di una cultura che è in relazione con tutti gli altri e pertanto, attraverso la sua analisi è possibile leggere per estensione le diverse componenti della società.
L'autore considera il meccanismo del dono in tre momenti fondamentali basati sul principio della reciprocità:
1. dare;
2. ricevere - l'oggetto viene accettato;
3. ricambiare.

Il dono implica una forte dose di libertà.
Il ricambiare, ha modi e tempi non rigidi e in ogni caso si tratta di un obbligo morale, non perseguibile per legge, né sanzionabile.
Il valore del dono sta nell'assenza di garanzie per il donatore ed una grande fiducia negli altri.
Nel formulare questa interessante teoria, Mauss potrebbe essere stato influenzato dalla teoria dell'HAU che è lo spirito della cosa donata, secondo i Maori della Nuova Zelanda. Per Lévi-Strauss l'assunzione di una teoria indigena come spiegazione del fenomeno, è un progresso senza limiti, in quanto lo HAU è la ragione ultima degli scambi, che nascono da principi di coesistenza e prosperità collettiva. Esistono realtà del dono in ogni parte del pianeta e in culture differenti, tutte con una matrice comune, donare ciò di cui l'altro necessità, nel rispetto della fiducia.

## Influenza
Il saggio è stato stimolo per gli studi di diversi autori come Karl Polanyi e Marshall Sahlins.

## Edizioni
- Sociologie et anthropologie, 1950, Teoria generale della magia. e altri saggi: Saggio sul dono. Forma e motivo dello scambio nelle società antiche; Rapporti reali pratici tra la psicologia e la sociologia; Effetto fisico dell'individuo dell'idea di morte suggerita dalla collettività; Una categoria dello spirito umano: la nozione di persona, quella di "io"; Le tecniche del corpo., 1965-1991, trad. Franco Zannino, Presentazione di Ernesto de Martino, Introduzione di Claude Levi-Strauss, Piccola Biblioteca Einaudi, Torino, ISBN 88-06-12370-X